# Groupe restreint
Un groupe restreint est une notion de psychologie sociale qui désigne un rassemblement d'environ trois à vingt individus. Les groupes restreints, en tant que domaine d'étude, relève de la dynamique de groupe, un domaine de la psychologie et de la sociologie. On doit au psychologue Kurt Lewin d'avoir utilisé ce terme pour la première fois dans un article en 1939.

## Définitions
Un groupe restreint, groupe primaire compte entre trois et de l'ordre de vingt individus. Dans la langue française, les termes « restreint » et « petit » sont utilisés souvent comme des synonymes, mais dans ce cas l'expression groupe restreint est plus répandue.
« Un groupe est un ensemble de personnes physiquement réunies en un même lieu, en nombre égal ou supérieur à quatre, ayant la possibilité de communiquer entre elles ». Cette définition exclut les situations où des personnes sont en relation via différentes technologies (téléphone, internet, skype, …) sans se trouver dans un même espace.
Le groupe restreint s'inscrit dans les cinq catégories du psychanalyste Didier Anzieu et du neuropsychiatre Jacques-Yves Martin : la foule, la bande, le groupement, le groupe secondaire d'organisation et le groupe primaire (restreint). Anzieu et Martin mettent en avant les caractéristiques suivantes : nombre restreint d'individus, chacun devant pouvoir avoir une perception différentiée des autres, possibilité de poursuite active de buts identiques collectifs, relations affectives entre les membres, interdépendance et solidarité des membres, existence de normes et de code. En outre, les auteurs notent que dans le groupe restreint se développent des conduites qui visent sa conservation comme entité et la préservation de son image idéale, ce qui n'exclut pas des conduites qui vont le transformer.
Selon Simone Landry, professeure au département de communication sociale et publique, le groupe restreint possède des frontières internes et externes. Ces frontières sont symboliques ou physiques. Les frontières internes sont entre le noyau et les membres  tandis que les frontières externes sont entre les membres et les non-membres. Landry considère qu'un groupe restreint est « un système psychosocial, composée de 3 à environ 20 individus, qui se réunissent et interagissent en vue d'atteindre une cible commune ». Un groupe restreint a donc une visée commune, un but commun et que ses membres valorisent les interactions qui s'y produisent,. Pour d'autres auteurs, par exemple Anzieu et Martin ou encore De Visscher, la notion de but commun n'intervient pas, pour ce dernier auteur, il suffit d'« une raison d'être ensemble ».

### Les sept caractéristiques de De Visscher
Le psychologue social Pierre De Visscher donne sept caractéristiques du groupe restreint :
1. un « ici et maintenant », c’est-à-dire une présence « côte à côte » ce qui implique une distance interindividuelle minimale ;
2. un cadre de signification : il s’agit dans la représentation que s’en fait De Visscher d’une raison d’être et de rester ensemble » qui peuvent fort bien pour cet auteur découler d’un cadre contraignant ;
3. une communauté de sort : ce qui arrive aux uns ou certains aspects de ce qui arrive aux uns n’est pas sans lien avec ce qui arrive aux autres, ce qui crée une communauté expérientielle ;
4. la possibilité d’une perception ou de la construction d’une représentation de l’autre. D’autres auteurs parlent ici de « face-à-face » ;
5. une raisonnable entiativité[a] , vue du point de vue interne au groupe ou externe ;
6. la possibilité d’entrer en communication entre eux, que ce soit verbalement ou non ;
7. une durabilité du groupe, celle-ci étant nécessaire pour que commence à s’instaurer un processus d’institutionnalisation (établissement d’une structure, i.e. d’un pattern relativement stable de relations, un jeu de normes implicites ou de modes de régulation).

### Les dix caractéristiques selon Landry
Landry propose dix caractéristiques :
1. entre 3 et environ 20 personnes
2. interactions directes, en face à face
3. poursuite de buts valorisés par les membres
4. développement d'un réseau de liens affectifs entre les membres
5. interdépendance entre les membres,
6. existe même en dehors des rencontres
7. différentiation des rôles
8. émergences de normes
9. développement d'une culture groupale, carractérisée par des croyances, des rites, un langage propre
10. interactions constantes, symboliques et réelles, entre le groupe et son environnement

## Historique
Dans la mythologie grecque, les anciens Grecs avaient déjà bien saisi la distinction entre le groupe restreint et le groupe élargi. Certaines expériences sur les groupes restreints commencent dès la fin du XIXe siècle, notamment avec Maximilien Ringelmann et Norman Triplett[réf. nécessaire]. L'étude des groupes restreints systématisée apparaît après la Seconde Guerre mondiale aux États-Unis d’Amérique, notamment avec des auteurs comme Kurt Lewin et Alexander Bavelas[réf. nécessaire].
Wilhelm Wundt (1832-1920), un des fondateurs de la psychologie expérimentale, s'intéressait à la psychologie des communautés qui, selon lui, possédaient des phénomènes (langage humain, coutumes et religion) qui ne pouvaient être décrits par l'étude de l'individu. Le psychologue Kurt Lewin a utilisé ce terme pour la première fois dans un article en 1939. Le mot « dynamique » est emprunté aux sciences physiques, par opposition à une étude de caractéristiques statiques (par exemple des réseaux affinitaires). Dès lors, étudier la dynamique d’un système, ici un groupe, implique de s’intéresser aux forces qui entrent en jeu, à la façon dont elles s’opposent, se combinent et interagissent entre elles pour aboutir au fonctionnement le système. En 1944, Lewin crée au MIT le premier laboratoire de recherche consacré à la dynamique de groupe, intitulé Research Center for Groups Dynamics.

## Taille optimale
Selon Simone Landry, professeure au département de communication sociale et publique de l’université du Québec à Montréal, la taille optimal d'un groupe restreint, serait plus efficace avec un effectif entre 5 et 20 personnes selon les raisons qui l’animent.
- Moins de 5 personnes : groupe pauvre en relations sociales ;
- Entre 5 et 10 personnes : équilibre, nombre optimal d'échange ;
- Plus de 10 personnes : formation de sous-groupes (cliques), individus moins impliqués ;
- Optimal : permet les échanges (nombreux), un sentiment d’unité, de cohésion ( moins de risque que des sous-groupes se forment).

Pourquoi ? Permet les échanges (nombreux), un sentiment d’unité, de cohésion, dans le cas contraire on observera une apparition de sous-groupe qui empêchera la bonne cohésion d'équipe et créera un malaise au sein du groupe. Exemples:
- Pour soulever une table ? Moins de 5 personnes.
- Pour effectuer un travail de recherche? Entre 4 et 5 personnes.
- Pour réaliser une campagne publicitaire? Entre 5 et 10 personnes.

## Type d'interactions
Ces groupes ont des règles et/ou signes de reconnaissances qui reflètent souvent les valeurs de la communauté. Il existe deux types :
- Formelle : règlements, statuts, uniformes, insignes, etc.
- Informelle : codes vestimentaires, lieux de rencontre, etc.